# Neostichtis jansei
Neostichtis jansei är en fjärilsart som beskrevs av Clifton. Neostichtis jansei ingår i släktet Neostichtis och familjen nattflyn. Inga underarter finns listade i Catalogue of Life.